# Mater Ter Admirabilis

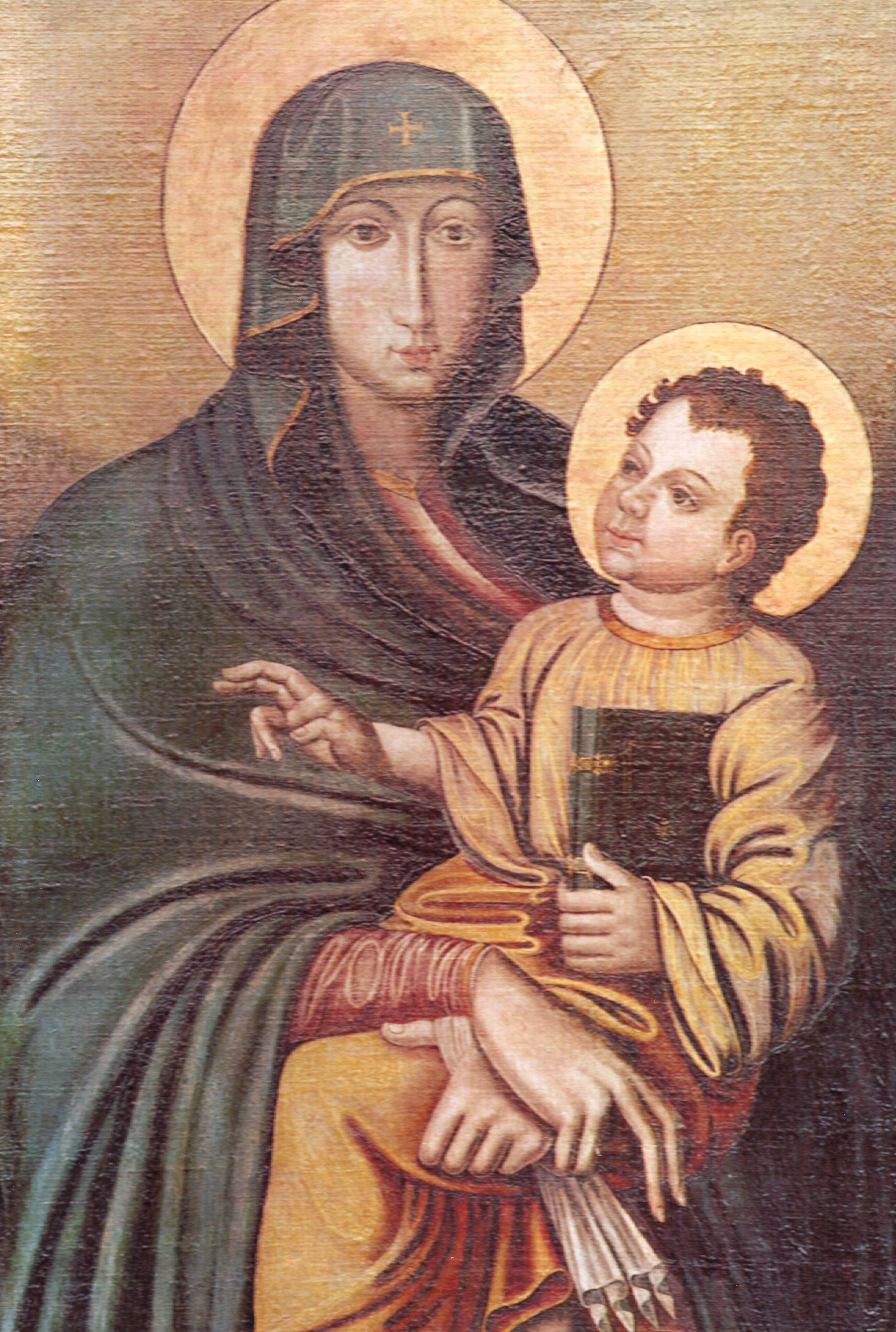
Mater Ter Admirabilis, copie de l'icône Salus populi romani de la basilique Sainte-Marie-Majeure, à l'église abbatiale Notre-Belle-Dame d'Ingolstadt.

Mater Ter Admirabilis est un des vocables sous lesquels la Vierge Marie est vénérée. Il signifie : « Mère trois fois Admirable », en référence à son triple titre de fille du Père ; Mère de Dieu, Mère du Rédempteur et Mère de l'humanité rachetée ; et à son statut d'épouse du Saint-Esprit.

## Historique
Le 6 avril 1604, un prêtre jésuite autrichien, Jakob Rem, reçoit la vision de la Mater Ter Admirabilis, alors qu'il récite les litanies de Lorette. La congrégation mariale d'Ingolstadt invoque dès lors la Vierge Marie sous ce triple vocable et la tradition s'est perpétuée de nos jours. Plusieurs églises autrichiennes, dont la Muttergotteskirche de Vienne, lui sont consacrées. Le diocèse de Constance lui est également consacré en 1683, ainsi que le diocèse d'Eichstätt en 1942.

## Source

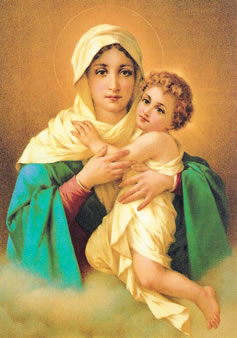
Image miraculeuse (1898) de la Vierge-Refugium peccatorum, de Schönstatt, invoquée sous le nom de Mater Ter Admirabilis.

- (de) Cet article est partiellement ou en totalité issu de l’article de Wikipédia en allemand intitulé « Mater Ter Admirabilis » (voir la liste des auteurs).

### Articles liés
- Théotokos
- Culte marial
- Marie Auxiliatrice
- Chapelet
- Notre-Dame du Rosaire
- Marie qui défait les nœuds
- Collège jésuite d'Ingolstadt